# Schlump

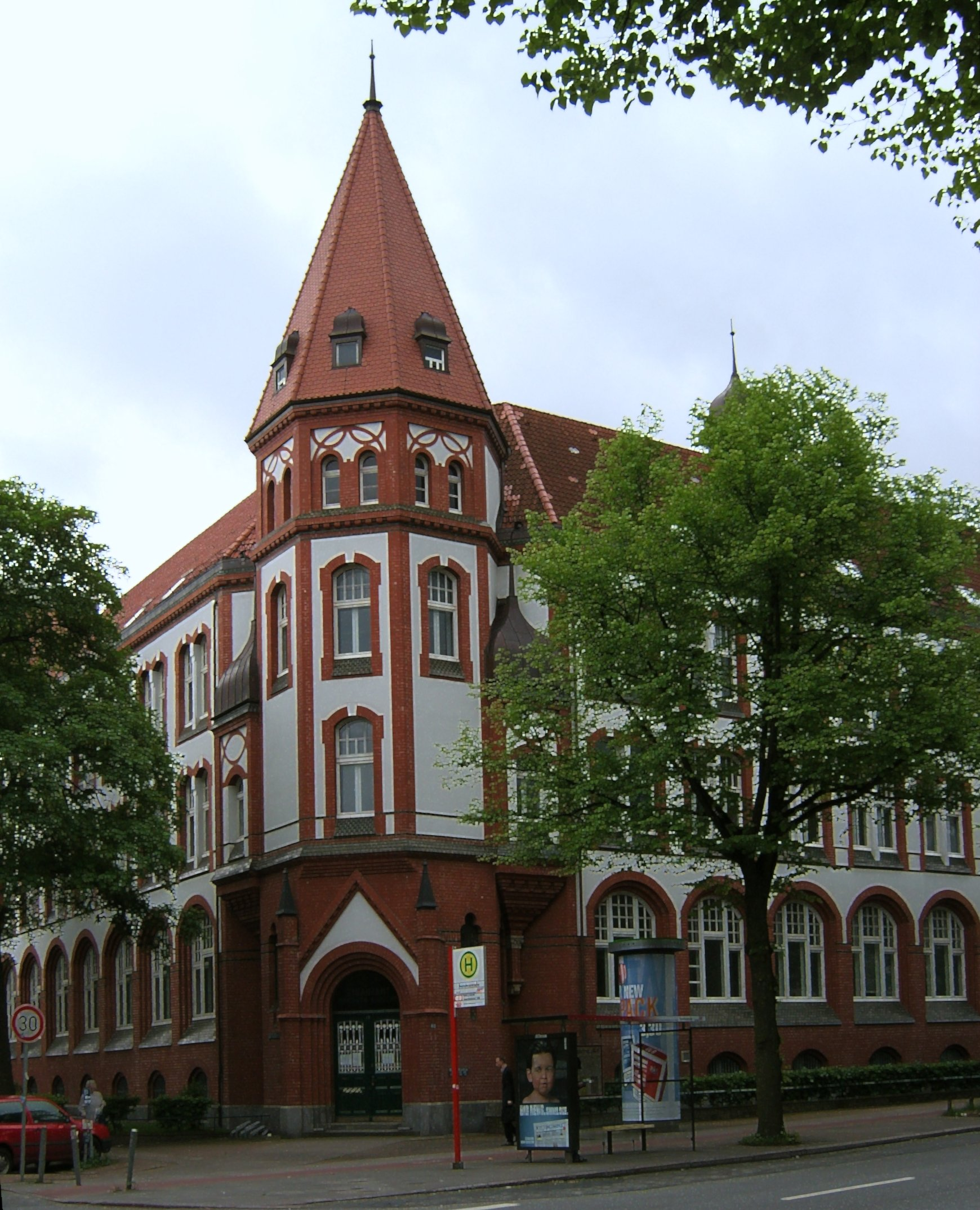
Ehemaliges Finanzamt Hamburg-Schlump

Der Schlump ist eine Gegend in Hamburg-Eimsbüttel.

## Namensherkunft (Etymologie)
Die Flurbezeichnung „Up den Slump“ wurde bereits Mitte des 18. Jahrhunderts verwendet. Slump ist niederdeutsch und bedeutet Schlamm. Damit könnte ein sumpfiges und schlammiges Gelände bezeichnet worden sein. Auch die Namensgebung des im Osten angrenzenden Grindel deutet auf die ursprüngliche Moor- und Sumpflandschaft hin.
Möglich ist auch eine Herkunft aus dem nordfriesischen „Schlump“ für „glücklicher Zufall“.

## Lage
Das Gebiet liegt im Südwesten Eimsbüttels. Im Süden grenzt es an den Sternschanzenpark und wird teilweise zum Schanzenviertel gerechnet. Im Osten grenzt es an den Grindel, einige Fakultäten der dortigen Universität haben hier ihre Lehrgebäude.

## Bauwerke

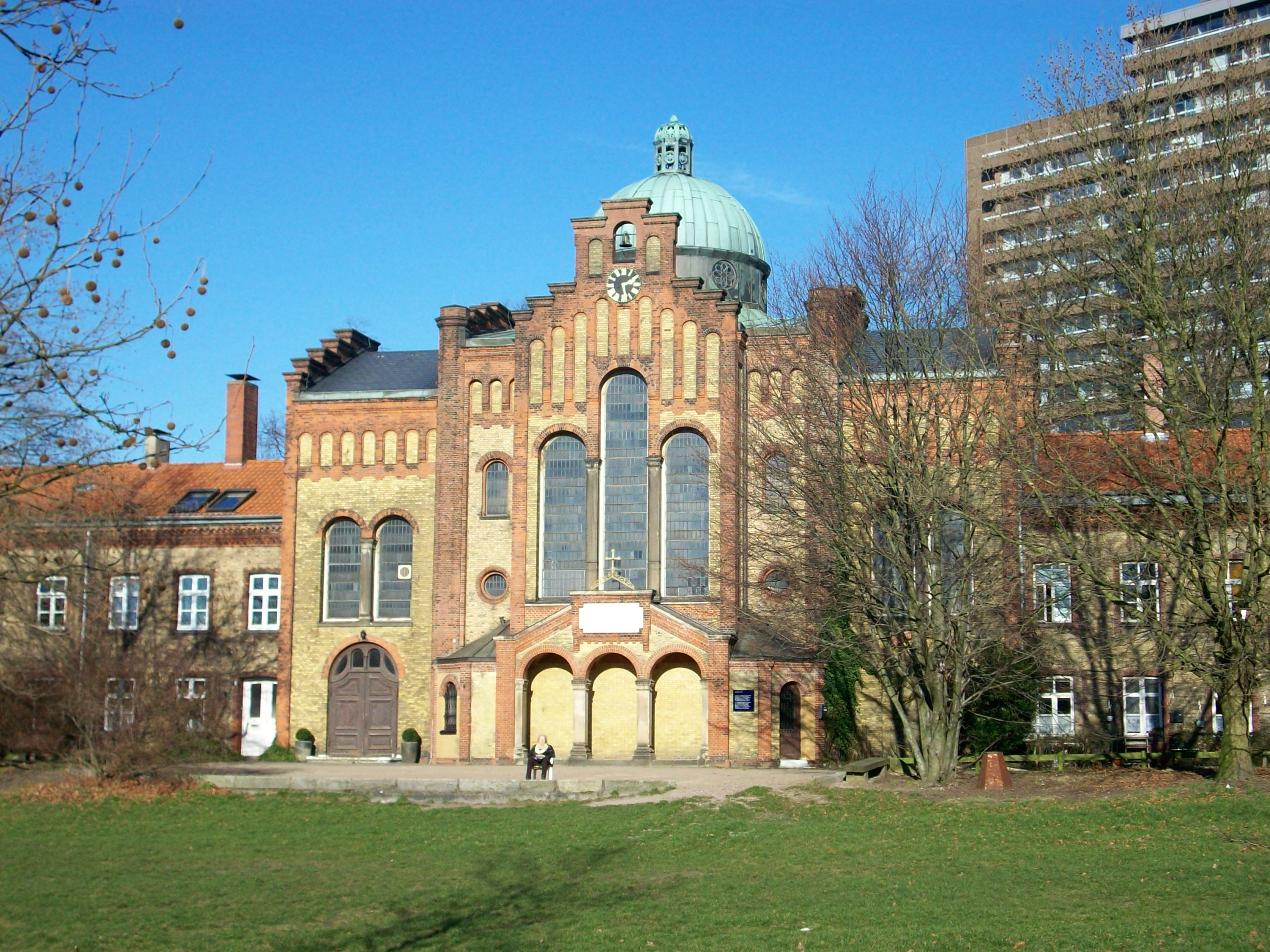
Das Schröderstift

- Schröderstift des Hamburger Kaufmanns Johann Heinrich Schröder, 1852 durch den Architekten Albert Rosengarten errichtet.
- Das Finanzamt Hamburg-Schlump diente in der Verfilmung des Hauptmann von Köpenick mit Heinz Rühmann als Köpenicker Rathaus, da 1956 nicht an den Originalschauplätzen in Ost-Berlin gedreht werden konnte
- Ehemaliges Vereinshospital und Pflegerinnen-Asyl des Vaterländischen Frauenhilfsvereins zu Hamburg, gegründet 1896 (später Rotes Kreuz)
- „Haus des Sports“ von Ferdinand Streb

## U-Bahnhof

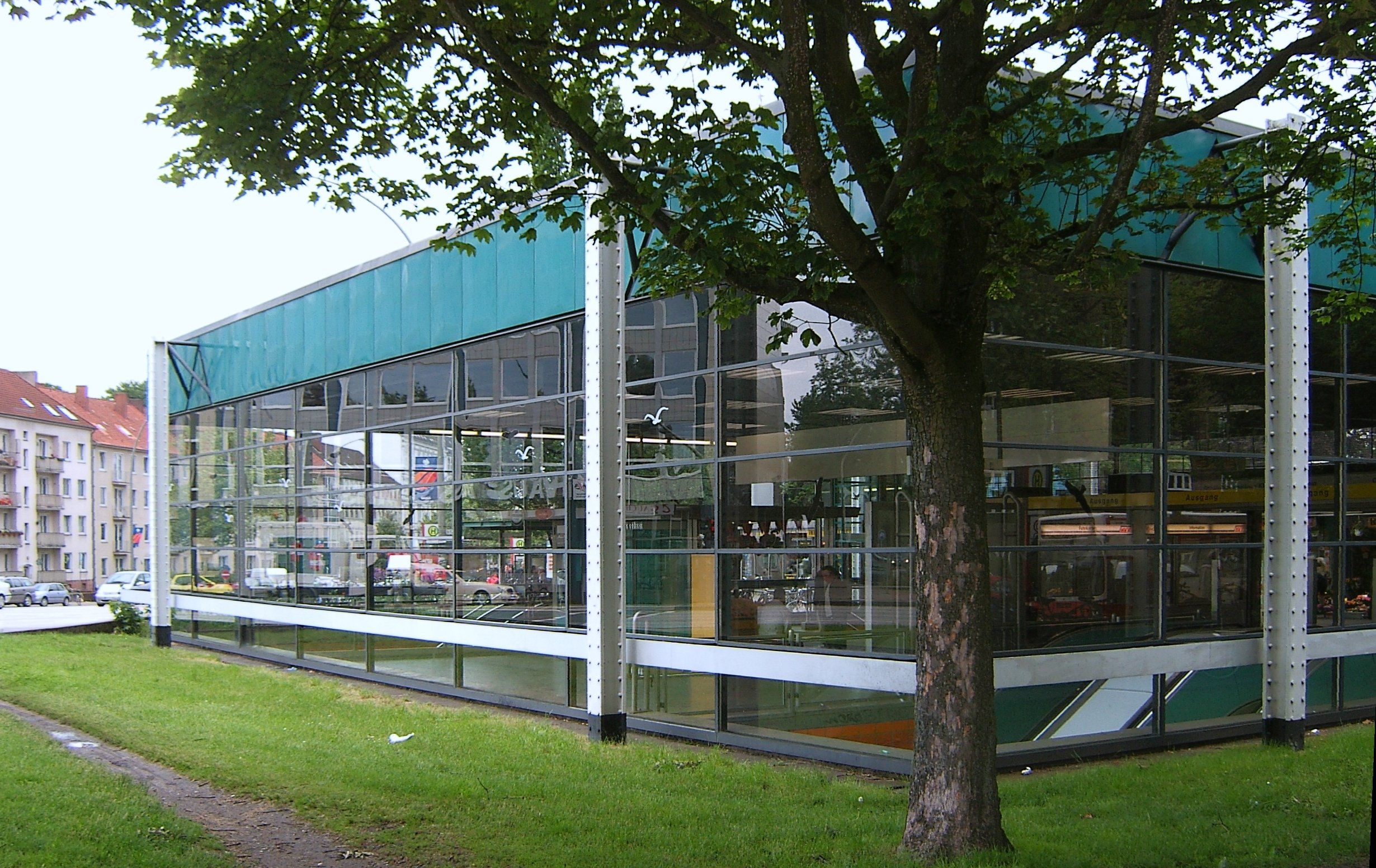
U-Bahnhof Schlump

Der ursprüngliche U-Bahnhof im Jahre 1912

Im Jahr 1909 vollzog man am Schlump, in der Straße Moorkamp, den ersten Rammschlag für die neue Hochbahnlinie zum Hellkamp. Zeitgleich erfolgte der Bau der Haltestelle Schlump, die am 25. Mai 1912 in Betrieb ging. Diese lag halboffen in einem Einschnitt an der Ecke zwischen den Straßen Schäferkampsallee und Gustav-Falke-Straße und verfügte schon damals über zwei Bahnsteige mit drei Gleisen. Von hier aus wurde bis 1914 schrittweise die Hellkamplinie in Betrieb genommen.
Wegen schwerer Kriegsschäden wurde 1952–1953 ein Neubau des Empfangsgebäudes errichtet. Von 1966 bis 1968 wurde die dritte Haltestelle Schlump nach den Plänen des Architekten Horst Sandtmann als Kreuzungsbauwerk in zwei Ebenen neu gebaut. Um für die Bauarbeiten den nötigen Platz zu haben und eine Stilllegung des Betriebs zu vermeiden, wurde auf der anderen Seite der Straßenkreuzung im Schanzenpark eine provisorische Haltestelle mit zwei Seitenbahnsteigen gebaut. Dafür musste der Tunnel in Richtung Sternschanze auf einer Länge von 200 Metern geöffnet werden. Diese Haltestelle, im Volksmund auch „Holzhausen“ genannt wegen der ausschließlichen Verwendung von Holz einschließlich der Bahnsteige, war zwei Jahre von März 1966 bis Mai 1968 in Betrieb.
Am 26. Mai 1968 ging die heutige Haltestelle in Betrieb. Die untere Ebene wurde erst 1970 für einen Pendelbetrieb (U2) eröffnet, seit dem 3. Juni 1973 fahren die Züge der Linie U2 durchgehend zwischen Schlump und Hauptbahnhof Nord unter der Binnenalster hindurch.